# 마크 포비넬리
마크 포비넬리(Mark Povinelli, 1971년 8월 9일 ~ )는 미국의 배우, 연극 배우, 텔레비전 배우이다.
일리리아에서 태어났다.

## 방송
- 아유데어, 첼시?

## 영화
- 마이 디너 위드 허브 (2018년)
- 폰 샵 클로니클스 (2013년)
- 푸드파이트! (2012년)
- 백설공주 (2012년)
- 워터 포 엘리펀트 (2011년) - 킨코 / 월터 역
- 잭애스3D (2010년) - 본인 역
- 비어 포 마이 호스 (2008년)
- 에픽 무비 (2007년) - 움파 룸파 역
- 퍽키드 (2006년)
- 폴라 익스프레스 (2004년) - 엘프 역
- 팁토즈 (2003년)